# Skocznia narciarska w Strzyżowie
Skocznia narciarska w Strzyżowie – nieczynna obecnie skocznia narciarska położona w Strzyżowie, na terenie ośrodka narciarskiego „Łętownia”.
Skocznia w Strzyżowie istniała już w okresie II Rzeczypospolitej, została wzniesiona zimą 1935/1936, a w styczniu 1937 została powiększona do wykonywania skoków na odległość ok. 30 m.
Obiekt o betonowej konstrukcji powstał w 1954 roku na terenie ośrodka narciarskiego we wsi Łętownia, na terenach rekreacyjnych, włączonych w 1984 roku w granice Strzyżowa. Miał nietypowy punkt konstrukcyjny, umieszczony na 31 metrze. W przeszłości planowano jego przebudowę wraz z powiększeniem (przesunięcie punktu K na 40 metr), nie doszła ona jednak do skutku.

Skocznia znajdowała się w gestii strzyżowskiego Centrum Sportu, Turystyki i Rekreacji, który planował uruchomić na niej park linowy. Obecnie gospodarzem terenu, na którym się znajduje, jest Kompleks Rekreacyjno-Wypoczynkowy „Oaza-Ski”.